# Rubus ulmifolius
Rubus ulmifolius. ou silva, é uma espécie de planta com flor pertencente à família Rosaceae. É popularmente conhecida como um dos vários tipos de amora.
A autoridade científica da espécie é Schott, tendo sido publicada em Isis oder encyclopädische Zeitung von Oken 1818(5): 821. 1818.

## Portugal
Trata-se de uma espécie presente no território português, nomeadamente os seguintes táxones infraespecíficos:
- Rubus ulmifolius var. ulmifolius - presente em Portugal Continental e no Arquipélago da Madeira. Em termos de naturalidade é nativa das duas regiões atrás referidas. Não se encontra protegida por legislação portuguesa ou da Comunidade Europeia.

## Galeria

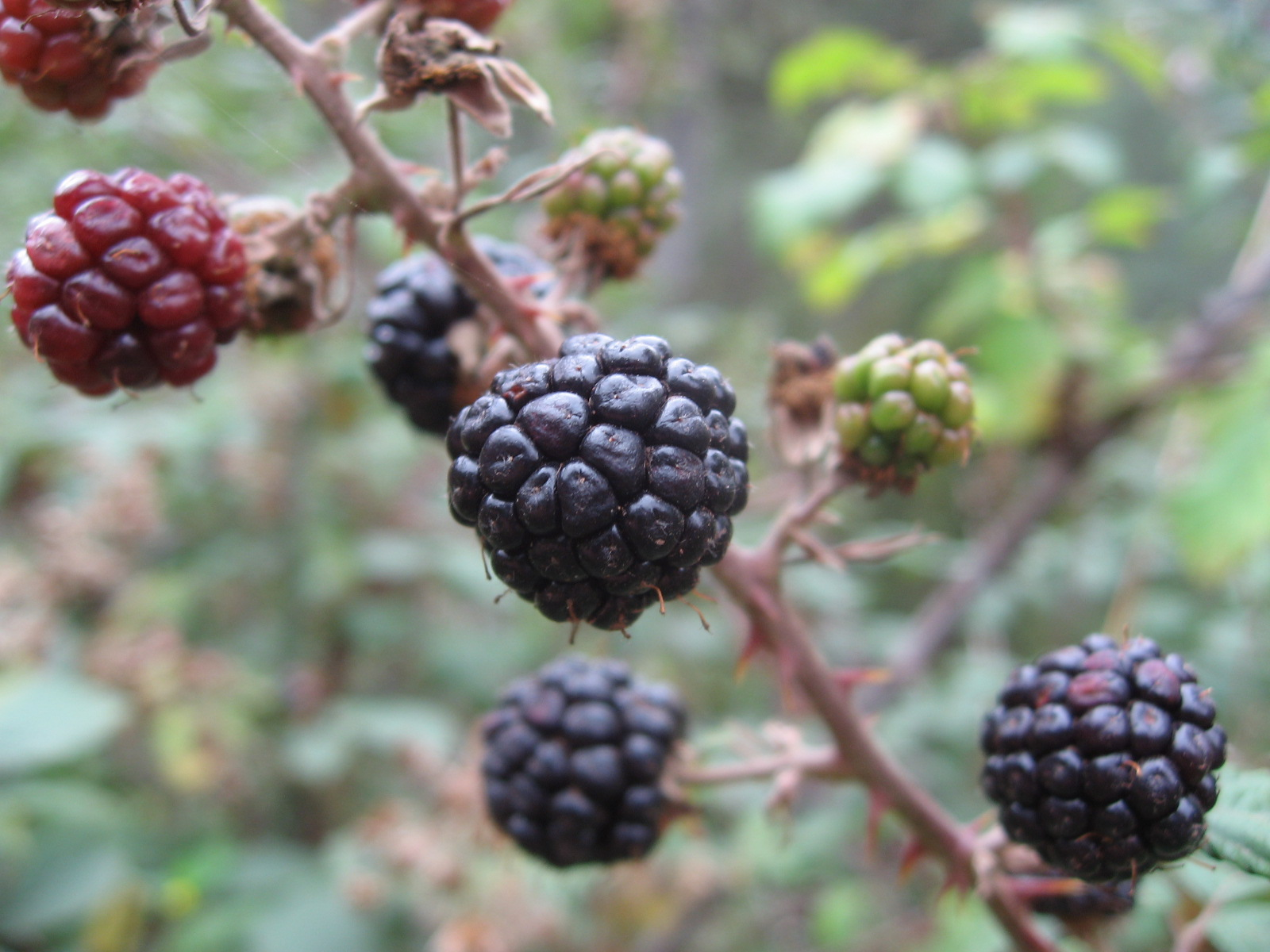
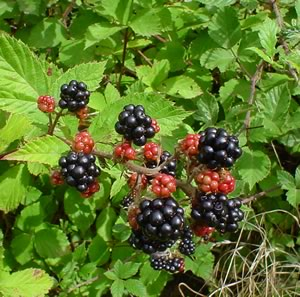
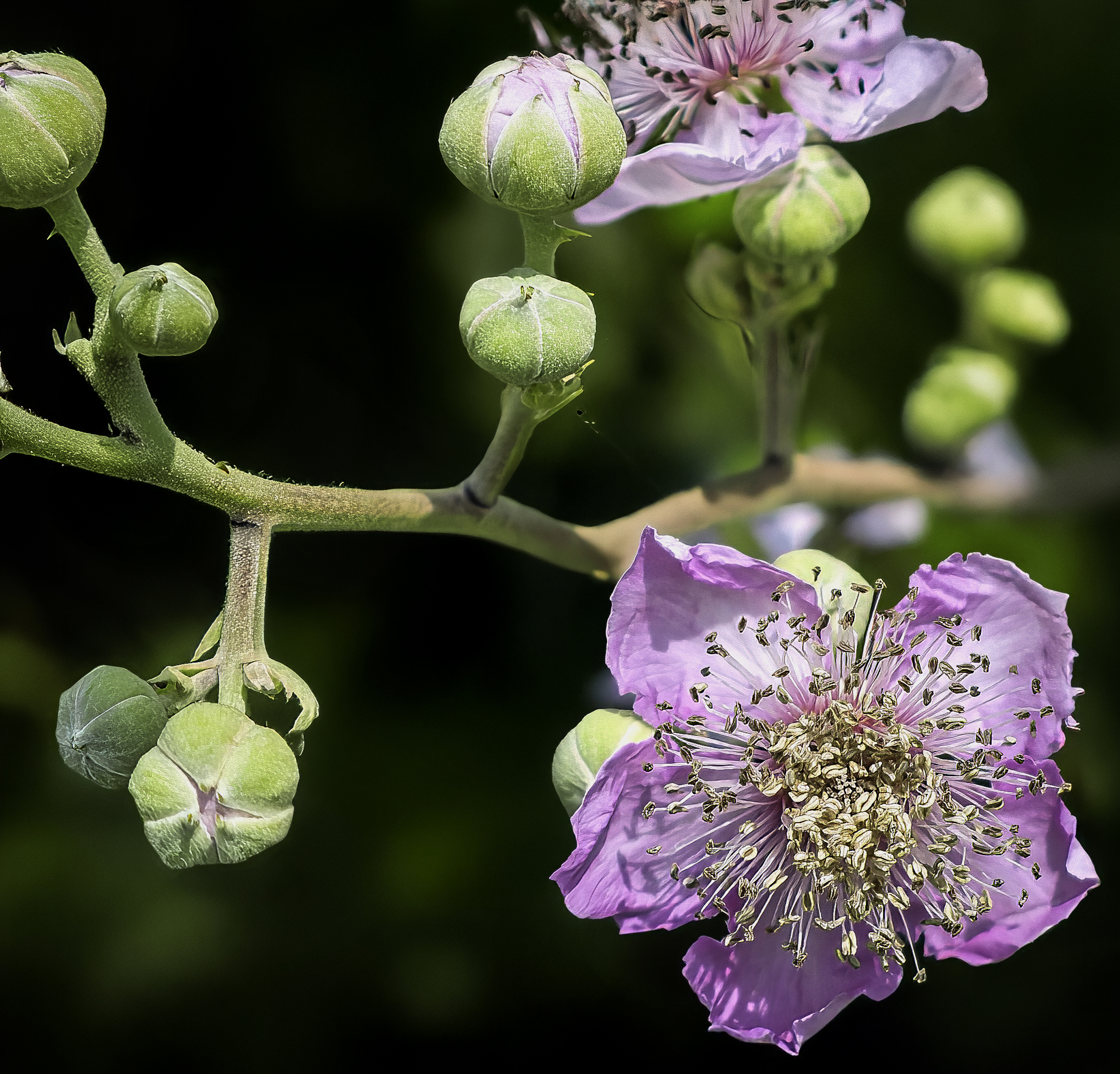